# Matteo Messori
Matteo Messori (ur. 23 kwietnia 1976 w Bolonii) – włoski klawesynista, organista i dyrygent muzyki dawnej.

## Życiorys
Uczył się gry na klawesynie pod kierunkiem Sergio Vartolo. Studiował również na Uniwersytecie Bolońskim. Studiował w konserwatoriach w Bolonii, Mantui i Wenecji, gdzie otrzymał dyplomy z wyróżnieniem w klasach klawesynu, organów i kompozycji organowej. Od 1990 występował w mediolańskim zespole muzyki dawnej „I Filomusi”, wykonując partie Basso continuo. Równocześnie rozpoczął intensywną działalność solistyczną, koncertując w Europie i Ameryce. W 1998 wygrał pierwszą nagrodę w ogólnowłoskim konkursie klawesynowym „G. Gambi” w Pesaro. Otrzymał inne nagrody w Mantui (Medaglia Campiani) i Wenecji. W 2002 rozpoczął pracę w Konserwatorium „Gaetano Donizetti” w Bergamo, gdzie wykładał w klasie organów i kompozycji organowej, klawesynu oraz Basso continuo. Od 2014 wykłada w klasie organów i kompozycji organowej w Konserwatorium „Niccolò Paganini” w Genui, oraz w klasie dawnych instrumentów klawiszowych i Basso Continuo w Konserwatorium „Gaetano Donizetti” w Bergamo. W 2000 założył zespół muzyki dawnej Cappella Augustana, z którym występuje we Włoszech i poza granicami kraju (m.in. we Francji, Niemczech i Polsce). W 2002 rozpoczął nagrywanie dzieł wszystkich Heinricha Schütza dla holenderskiego wydawnictwa Brilliant Classics; projekt pierwszego światowego nagrania opera omnia niemieckiego kompozytora przewiduje ponad 35 płyt CD. W 2005 Messori nagrał trzecią część Clavier-Übung oraz Canonische Veraenderungen Johanna Sebastiana Bacha, a w 2008 Kunst der Fuge i Musikalisches Opfer.

## Dyskografia
(niepełna)
- 2000-2002 - Vincenzo Albrici: Concerti sacri Cappella Augustana, Matteo Messori - Mvsica Rediviva, Szwecja
- 2003 - 5 CD Heinrich Schütz Edition Vol. 1 Cappella Augustana, Matteo Messori - Brilliant Classics, Holandia
- 2004 - 1 SuperAudioCD Heinrich Schuetz: Symphoniae sacrae Cappella Augustana, Matteo Messori - Brilliant Classics, Holandia
- 2004 - 5 CD Heinrich Schuetz Edition Vol. 2 Cappella Augustana, Matteo Messori - Brilliant Classics, Holandia
- 2005 - 4 CD Heinrich Schuetz Edition Vol. 3 Cappella Augustana, Matteo Messori - Brilliant Classics, Holandia
- 2005-2008 - 2 SuperAudioCD Johann Sebastian Bach, Dritter Theil der Clavieruebung Matteo Messori - Brilliant Classics, Holandia
- 2008-2010 - 5 CD Heinrich Schütz Edition Vol. 4 Cappella Augustana, Matteo Messori - Brilliant Classics, Holandia
- 2008-2010 - 3 CD Johann Sebastian Bach die Kunst der Fuge - Musikalisches Opfer - Einige canonische Veraenderungen Matteo Messori - Brilliant Classics, Holandia
- 2012 - 2 CD Johann Sebastian Bach - Chorały Schüblera, 8 Preludiów i Fug Matteo Messori - Brilliant Classics, Holandia